# 小行星7460
小行星7460（7460 Julienicoles）是一颗围绕太阳公转的小行星。1984年5月9日，詹姆斯·B·吉布森（James B. Gibson）在帕洛马山发现了此天体。
这颗小行星的绝对星等为57.74342等。